# El tren de los momentos
El tren de los momentos is het zevende studioalbum van Alejandro Sanz.

## Geschiedenis
Op dit album werkte Alejandro samen met onder meer Shakira, Juanes en Calle 13. De tien nummers op de cd zijn geproduceerd door Alejandro zelf en Lulo Pérez. Het album is opgenomen in Havana, Miami, de Bahama's en Madrid, alhoewel het grootste deel is opgenomen in een studio die zich in het huis van Alejandro Sanz bevindt, in Miami.
Het album won de prijs voor beste latinpopalbum op de vijftigste Grammy Awards. Het album was ook genomineerd voor een Latin Grammy Award voor album van het jaar, maar deze prijs ging naar Juan Luis Guerra met het album La llave de mi corazón.

## Nummers
| Nummer | Titel                    | Duur |
| ------ | ------------------------ | ---- |
| 1      | Enséñame tus manos       | 3:51 |
| 2      | A la primera persona     | 4:43 |
| 3      | Te lo agradezco, pero no | 4:34 |
| 4      | Donde convergemos        | 4:55 |
| 5      | En la planta de tus pies | 3:57 |
| 6      | La peleíta               | 4:47 |
| 7      | Se lo dices tú           | 3:49 |
| 8      | Se molestan              | 3:08 |
| 9      | Te quiero y te temo      | 3:12 |
| 10     | El tren de los momentos  | 3:00 |

- Op Te lo agradezco, pero no zingt Shakira mee. Ook is ze te zien in de videoclip van het nummer.
- Op La peleíta rapt Calle 13, terwijl Juanes op de gitaar meespeelt.

## Singles
- A la primera persona

25 september 2006
- Te lo agradezco, pero no

30 december 2006
- Enséñame tus manos

28 april 2007
- En la planta de tus pies

september 2007

## El tren de los momentos: Edición especial
Op 22 mei 2007 kwam de heruitgave van El tren de los momentos uit, getiteld El tren de los momentos: Edición especial. Deze heruitgave bevat twee cd's en een dvd. De eerste cd, getiteld El tren de los momentos, is hetzelfde als het origineel. De tweede cd, getiteld Más canciones y remezclas, bevat vier nieuwe nummers en drie remixen. De dvd, getiteld Todas las imágenes, bevat onder andere videoclips en kijkjes achter de schermen.

### Cd 1 (El tren de los momentos)
| Nummer | Titel                    | Duur |
| ------ | ------------------------ | ---- |
| 1      | Enséñame tus manos       | 3:51 |
| 2      | A la primera persona     | 4:43 |
| 3      | Te lo agradezco, pero no | 4:34 |
| 4      | Donde convergemos        | 4:55 |
| 5      | En la planta de tus pies | 3:57 |
| 6      | La peleíta               | 4:47 |
| 7      | Se lo dices tú           | 3:49 |
| 8      | Se molestan              | 3:08 |
| 9      | Te quiero y te temo      | 3:12 |
| 10     | El tren de los momentos  | 3:00 |

### Cd 2 (Más canciones y remezclas)
| Nummer | Titel                                                | Duur  |
| ------ | ---------------------------------------------------- | ----- |
| 1      | Cariño a mares                                       | 4 :47 |
| 2      | Tiento                                               | 4:22  |
| 3      | No lo digo por nada                                  | 4:31  |
| 4      | No importa                                           | 4:17  |
| 5      | A la primera persona (Chosen Few-remix)              | 4 :04 |
| 6      | Te lo agradezco, pero no (Luney Tunes & Tainy-remix) | 3 :09 |
| 7      | Te lo agradezco, pero no (Benztown Mixdown)          | 4 :30 |

### Dvd (Todas las imágenes)
| Nummer | Titel                                     |
| ------ | ----------------------------------------- |
| 1      | A la primera persona (video)              |
| 2      | A la primera persona (making of)          |
| 3      | Te lo agradezco, pero no (video)          |
| 4      | Te lo agradezco, pero no (making of)      |
| 5      | El tren de los momentos                   |
| 6      | Alejandro en corto: Especial de Cuatro TV |

- Op No lo digo por nada speelt Alez Gonzáles van Mána op de drums.

## Mexicaanse heruitgave
In Mexico kwam een andere versie uit van de heruitgave. De eerste tien nummers waren hetzelfde gebleven. Op nummer 11 stond No lo digo por nada, gevolgd door Cariño a mares. Op nummer 13 stond A la primera persona (Chosen Few-remix) en Te lo agradezco en op 14 Te lo agradezco, pero no (Luny Tunes & Tainy-remix).
Op de dvd stonden slechts twee nummers, namelijk Alejandro en corto: Especial de Cuatro TV en Galería de fotos.

## El tren de los momentos: En vivo desde Buenos Aires
In navolging op de cd begon Alejandro Sanz een tournee. Hiervan werd ook een dvd gemaakt, namelijk El tren de los momentos: En vivo desde Buenos Aires. Dit was het derde livealbum van Alejandro Sanz. Het werd opgenomen in het River Plate-stadion op 23 maart 2007 en verscheen op 30 oktober dat jaar. Er waren tijdens dit concert meer dan 45.000 toeschouwers aanwezig.
Het pakket bevat een cd met tien nummers, live van het concert, en een dvd met twee uur video van het concert.

### Cd
1. En la planta de tus pies - 5:23
2. Quisiera ser - 5:42
3. Enséñame tus manos - 4:45
4. La peleíta (René Pérez, Alejandro Sanz) - 8:45
5. Corazón partío - 6:57
6. Donde convergemos - 6:38
7. Se lo dices tú - 3:50
8. El alma al aire - 5:48
9. No es lo mismo - 7:30
10. Te lo agradezco, pero no (met Shakira) - 5:23

### Dvd
1. El tren de los momentos
2. En la planta de tus pies
3. Quisiera ser
4. Enséñame tus manos
5. A la primera persona
6. La peleíta
7. Cuando nadie me ve
8. Corazón partío
9. Donde convergemos
10. Regálame la silla donde te esperé
11. Se lo dices tú
12. Labana
13. Medley (Mi soledad y yo, La fuerza del corazón, Amiga mía, ¿Y, si fuera ella?)
14. El alma al aire
15. Try to save your song
16. ¿Lo ves?
17. Te lo agradezco, pero no
18. No es lo mismo
19. Te lo agradezco, pero no (met Shakira)